# Landeggbach
Landeggbach är ett vattendrag i Österrike.   Det ligger i förbundslandet Tyrolen, i den centrala delen av landet, 300 km väster om huvudstaden Wien.
Trakten runt Landeggbach består i huvudsak av gräsmarker. Runt Landeggbach är det ganska glesbefolkat, med 26 invånare per kvadratkilometer.